# Saison 7 de Face Off
La septième saison de Face Off a été diffusée sur Syfy à partir du 22 juillet 2014, et a été, comme chaque saison, présentée par McKenzie Westmore (en). Durant cette saison, 16 candidats ont été sélectionnés.
Le thème de cette saison est « La vie et la mort », les juges ont le pouvoir de sauver un compétiteur qui aurait été normalement éliminé et les candidats font face à un défi de la mort subite, lors du premier épisode, il a été révélé que le premier défi des concurrents est en fait leur audition finale pour participer à l'émission.
Les juges sont Ve Neill, Glenn Hetrick, Neville Page et Lois Burwell.
Le vainqueur est Dina Cimarusti.

## Candidats de la saison
- Barry Mahoney, 33 ans, Southborough, Massachusetts
- Cig Neutron, 25 ans, New Castle, Indiana
- Damien Zimmerman, 25 ans, Junction City, Kansas
- David "Doc" O’Connell, 26 ans, Coconut Creek, Floride
- Dina Cimarusti, 28 ans, Lake Zurich, Illinois
- Drew Talbot, 29 ans, Wood River, Illinois
- Gabby Leithsceal, 42 ans, Perrysburg, Ohio
- George Troester III, 27 ans, Buffalo, New York
- Gwen Crew, 25 ans, Cincinnati, Ohio
- Jason Hodges, 27 ans, Evans, Géorgie
- Keaghlan Ashley, 24 ans, Oxnard, Californie
- Rachael Wagner, 24 ans, Chapel Hill, Caroline du Nord
- Sasha Glasser, 22 ans, Irvine, Californie
- Scott Mitchell, 48 ans, Chicago, Illinois
- Stella Sensel, 34 ans, Milwaukee, Wisconsin
- Vince Niebla, 42 ans, San Diego, Californie

## Suivi des candidats
| Candidats | Épisode  | Épisode | Épisode  | Épisode | Épisode | Épisode  | Épisode | Épisode  | Épisode  | Épisode  | Épisode  | Épisode  | Épisode  | Épisode   |
| Candidats | 1        | 2       | 3        | 4       | 5       | 6        | 7       | 8        | 9        | 10       | 11       | 12       | 13       | 14        |
| --------- | -------- | ------- | -------- | ------- | ------- | -------- | ------- | -------- | -------- | -------- | -------- | -------- | -------- | --------- |
| Dina      | Gagnante |         |          |         |         | Gagnante |         | Gagnante |          |          | Gagnante |          | Gagnante | Vainqueur |
| Cig       |          | Gagnant |          |         |         |          |         |          |          |          |          | Gagnant  |          | Finaliste |
| Drew      |          |         |          |         |         |          |         |          |          | Gagnant  |          |          |          | Finaliste |
| George    |          |         |          |         |         |          | Gagnant |          |          |          |          |          | Éliminé  |           |
| Stella    |          |         | Gagnante |         |         |          |         |          |          |          | ‡        | Éliminée |          |           |
| Sasha     |          |         |          |         |         |          |         |          | Gagnante |          | Éliminée |          |          |           |
| Rachael   |          |         |          | ‡       |         |          | ‡       |          |          | Éliminée |          |          |          |           |
| Damien    |          |         |          |         | Gagnant |          |         |          | Éliminé  |          |          |          |          |           |
| Keaghlan  |          |         |          |         |         |          |         | Éliminée |          |          |          |          |          |           |
| Jason     |          |         |          | Gagnant |         | Éliminé  |         |          |          |          |          |          |          |           |
| Doc       |          |         |          |         | Éliminé |          |         |          |          |          |          |          |          |           |
| Vince     |          |         |          | Éliminé |         |          |         |          |          |          |          |          |          |           |
| Gwen      |          |         | Éliminée |         |         |          |         |          |          |          |          |          |          |           |
| Barry     |          | Éliminé |          |         |         |          |         |          |          |          |          |          |          |           |
| Gabby     | Éliminée |         |          |         |         |          |         |          |          |          |          |          |          |           |
| Scott     | Éliminé  |         |          |         |         |          |         |          |          |          |          |          |          |           |

 Le candidat a remporté Face Off.
 Le candidat faisait partie des finalistes.
 Le candidat a remporté le Spotlight Challenge.
 Le candidat faisait partie de l'équipe ayant remporté le Spotlight Challenge.
 Le candidat était premier de son équipe lors du Spotlight Challenge.
 Le candidat faisait partie des moins bons lors du Spotlight Challenge.
 Le candidat a été éliminé.
 Le candidat a été disqualifié.
 Le candidat a réintégré la compétition.
‡ Le candidat a remporté le Foundation Challenge.

## Épisodes
| #       | Titre français                     | Titre original       | Date de diffusion | Taux sur les 18-49 ans | Audience US (en millions) | Source |
| ------- | ---------------------------------- | -------------------- | ----------------- | ---------------------- | ------------------------- | ------ |
| 1       | La vie et la mort                  | Life and Death       | 22 juillet 2014   | 0.5                    | 1.99                      | [ 1 ]  |
| 2       | Gangsters Américains               | American Gangster    | 29 juillet 2014   | 0.4                    | 1.052                     | [ 2 ]  |
| 3       | Aliens antiques                    | Ancient Aliens       | 5 août 2014       | 0.4                    | 1.162                     | [ 3 ]  |
| 4       | Arbres torturés                    | Twisted Trees        | 12 août 2014      | 0.5                    | 1.299                     | [ 4 ]  |
| 5       | Attraction animale                 | Animal Attraction    | 19 août 2014      | 0.5                    | 1.221                     | [ 5 ]  |
| 6       | Le magicien au pays des merveilles | Wizard of Wonderland | 26 août 2014      | 0.5                    | 1.236                     | [ 6 ]  |
| Spécial | Le combat des chefs                | Judge Match          | 2 septembre 2014  | 0.5                    | 1.218                     | [ 7 ]  |
| 7       | L’instinct du tueur                | Killer Instinct      | 9 septembre 2014  | 0.5                    | 1.246                     | [ 8 ]  |
| 8       | Soldats serpents                   | Serpent Soldiers     | 16 septembre 2014 | 0.5                    | 1.321                     | [ 9 ]  |
| 9       | Peur bleue                         | Scared Silly         | 23 septembre 2014 | 0.6                    | 1.299                     | [ 10 ] |
| 10      | Les chouchous des profs            | Teacher's Pets       | 30 septembre 2014 | 0.6                    | 1.298                     | [ 11 ] |
| 11      | Qu'on leur coupe la tête !         | Off with Their Heads | 7 octobre 2014    | 0.6                    | 1.263                     | [ 12 ] |
| 12      | Ravissants désastres               | Beautiful Disaster   | 14 octobre 2014   | 0.5                    | 1.202                     | [ 13 ] |
| 13      | Créatures de destruction massive   | Creature Carnage     | 21 octobre 2014   | 0.5                    | 1.257                     | [ 14 ] |
| 14      | Le dernier chevalier               | One Knight Only      | 28 octobre 2014   | 0.6                    | 1.393                     | [ 15 ] |